# جيمس بي. كانون
جيمس بي. كانون هو نقابي وسياسي أمريكي، ولد في 11 فبراير 1890 في كانساس سيتي في الولايات المتحدة، وتوفي في 21 أغسطس 1974 في لوس أنجلوس في الولايات المتحدة. نشط حزبياً في حزب العمال الاشتراكيين والحزب الاشتراكي الأمريكي.